# Галльера
Галльера (итал. Galliera) —  коммуна в Италии, располагается в регионе Эмилия-Романья, в провинции Болонья.
Население составляет 7100 человек (2012 г.), плотность населения составляет 191,07 чел./км². Занимает площадь 37,16 км². Почтовый индекс — 40015. Телефонный код — 051.
Покровительницей коммуны почитается Пресвятая Богородица (Beata Vergine del Carmine), празднование 18 мая.